# Turk Pettit
Turk Pettit, född 16 november 1998 i Opelika i Alabama, är en amerikansk professionell golfspelare som spelar för Liv Golf. Han har tidigare spelat bland annat på PGA Tour Canada och Korn Ferry Tour.
Hans bästa resultat i Liv Golf Invitational Series 2022 har varit en delad sjätte plats vid Liv Golf Invitational Bedminster på Trump National Golf Club Bedminster, där kunde han inkassera 648 000 amerikanska dollar i prispengar.
Pettit studerade vid Clemson University och spelade golf för deras idrottsförening Clemson Tigers. Han blev individuell totalvinnare för 2021 års NCAA-säsong för herrar.